# Registro Nacional de Lugares Históricos em Manhattan nas ilhas
Esta é uma lista de propriedades históricas e distritos listados no Registro Nacional de Lugares Históricos localizados nas ilhas adjacentes a ilha de Manhattan, mas ainda no condado de Nova Iorque. Para todas as propriedades e distritos de Manhattan, consulte as listagens do Registro Nacional de Lugares Históricos em Manhattan.

## Listagem atual
A relação a seguir lista as 15 entradas atuais pertencentes ao Registro Nacional de Lugares Históricos e são baseadas em inscrições no Banco de Dados do Cadastro Nacional de Informações. Há inclusões frequentes e exclusões ocasionais à lista, fazendo com que as entradas mostradas aqui sejam aproximadas e não oficiais. O primeiro marco foi designado em 15 de outubro de 1966 e o mais recente em 14 de setembro de 2017.
Legenda:
| NRHP | Registro Nacional de Lugares Históricos |
| NHL  | Marco Histórico Nacional                |
| NHLD | Distrito Histórico Nacional             |
| HD   | Distrito Histórico                      |
| NHS  | Local Histórico Nacional                |
| NMEM | Memorial Nacional dos EUA               |
| NMON | Monumento Nacional dos EUA              |
| NHP  | Parque Histórico Nacional dos EUA       |
| NMP  | Parque Nacional Militar dos EUA         |

| [ 2 ] | Nome                                                                 | Imagem | Inclusão                | Endereço                                                                             | Local             | NRIS      | Observações |
| ----- | -------------------------------------------------------------------- | ------ | ----------------------- | ------------------------------------------------------------------------------------ | ----------------- | --------- | --- |
| 1     | Admiral's House                                                      |        | 24 de julho de 1972     | Nolan Park                                                                           | Governors Island  | 72000860  | Usado pelos oficiais comandantes das unidades do Exército e da Guarda Costeira. |
| 2     | Blackwell House                                                      |        | 25 de fevereiro de 1972 | 501 Main Street, Roosevelt Island (anteriormente Welfare Island)                     | Roosevelt Island  | 72000862  | Construída em 1796 por um descendente do primeiro proprietário inglês da ilha. |
| 3     | The Block House                                                      |        | 24 de julho de 1972     | Nolan Park na Barry Road                                                             | Governors Island  | 72000863  | Uma pequena prisão militar na Governors Island. |
| 4     | Castle Williams                                                      |        | 31 de julho de 1972     | Hay Road e Andes Road                                                                | Governors Island  | 72000864  | Uma fortificação circular de arenito vermelho do século XIX no ponto noroeste da Governors Island, parte de um sistema de fortes para proteger a cidade de Nova Iorque de ataques navais. Agora parte do Monumento Nacional da Governors Island.                            |
| 5     | Chapel of the Good Shepherd                                          |        | 16 de março de 1972     | 543 Main Street, Roosevelt Island (anteriormente Welfare Island)                     | Roosevelt Island  | 72000865  | Uma igreja episcopal histórica projetada pelo arquiteto Frederick Clarke Withers, agora conhecida como Good Shepherd Community Ecumenical Center. |
| 6     | City Hospital                                                        |        | 16 de março de 1972     | Entre Road 3 e South Loop Road, Roosevelt Island (anteriormente Welfare Island)      | Roosevelt Island  | 72000868  | Construído em 1861 por James Renwick Jr. para substituir o antigo hospital penitenciário. Demolido em 1994. |
| 7     | Fort Jay                                                             |        | 27 de março de 1974     | Quadrangle Road                                                                      | Governors Island  | 74001268  | Um forte estelar costeiro de 1794, construído para defender o porto de Nova Iorque. Agora parte do Monumento Nacional da Governors Island. |
| 8     | Governor's House                                                     |        | 26 de abril de 1973     | Building 2, Andes Road                                                               | Governors Island  | 73001217  | Uma casa histórica em Governors Island. |
| 9     | Governors Island                                                     |        | 4 de fevereiro de 1985  | Governors Island 40° 41′ 29″ N, 74° 00′ 58″ O                                        | Governors Island  | 85002435  | Uma ilha de 172 acres (70 ha) no porto de Nova Iorque que foi expandida ao longo do tempo. Usada por várias forças militares ao longo do tempo, agora serve para uma variedade de propósitos.                                                                               |
| 10    | Lighthouse                                                           |        | 16 de março de 1972     | North end em Roosevelt Island (anteriormente Welfare Island)                         | Roosevelt Island  | 72000876  | Um farol de 1872 localizado na ponta nordeste da Roosevelt Island no Rio East. |
| 11    | The Octagon                                                          |        | 16 de março de 1972     | 888 Main Street, Roosevelt Island (anteriormente Welfare Island)                     | Roosevelt Island  | 72000880  | Originalmente servindo como a entrada principal do Asilo para Lunáticos de Nova Iorque, inaugurado em 1841, foi projetado por Alexander Jackson Davis. |
| 12    | Smallpox Hospital                                                    |        | 16 de março de 1972     | E Road, Roosevelt Island (anteriormente Welfare Island) 40° 45′ 06″ N, 73° 57′ 34″ O | Roosevelt Island  | 72000881  | Originalmente projetado pelo arquiteto James Renwick Jr., o hospital com 100 leitos foi inaugurado em 1856, quando a área era conhecida como Blackwell's Island. Suas ruínas foram estabilizadas e preservadas.                                                             |
| 13    | Statue of Liberty Enlightening the World                             |        | 14 de setembro de 2017  | Ilha da Liberdade, Porto de Nova Iorque 40° 41′ 21″ N, 74° 02′ 40″ O                 | Ilha da Liberdade | 100000829 | A icônica estátua chamada A Liberdade Iluminando o Mundo. |
| 14    | Statue of Liberty National Monument, Ellis Island and Liberty Island |        | 15 de outubro de 1966   | Ilha da Liberdade e Ilha Ellis, Porto de Nova Iorque 40° 41′ 39″ N, 74° 02′ 35″ O    | Ilha da Liberdade | 66000058  | O Monumento Nacional inclui a Liberty Enlightening the World, comumente conhecida como a Estátua da Liberdade, situada na Ilha da Liberdade, e a antiga estação de imigração na Ilha Ellis, incluindo o Ellis Island Immigrant Hospital.                                    |
| 15    | Strecker Memorial Laboratory                                         |        | 16 de março de 1972     | E Road, Roosevelt Island (anteriormente Welfare Island)                              | Roosevelt Island  | 72000886  | Construído em 1892 para servir de laboratório para o Hospital Municipal, foi "a primeira instituição do país para pesquisas patológicas e bacteriológicas". O edifício foi projetado pelos arquitetos Frederick Clarke Withers e Walter Dickson no estilo Românico Revival. |